# Sassafras
Para outros significados de sassafrás, veja Sassafrás
Sassafras é um género botânico pertencente à família Lauraceae composto por três espécies existentes, duas da Ásia oriental e uma da América do Norte, e uma extinta.
São árvores de 15 a 35 m de altura com todas as suas partes perfumadas.

## Espécies
- Sassafras albidum (Nees), 1836.
- Sassafras mauritiana (Bojer), 1873.
- Sassafras officinale var. albidum (Nutt.) S.F. Blake, 1918.
- Sassafras  officinalis (T. Nees & C.H. Eberm)., 1831
- Sassafras parthenoxylon (Nees) Nees, 1836.
- Sassafras randaiense (Hayata) Rehder, 1920.
- Sassafras sassafras  (L. H. Karst.), 1881.
- Sassafras thunbergii (Siebold), 1830.
- Sassafras triloba (Raf.), 1840.
- Sassafras triloba var. mollis (Raf.), 1840.
- Sassafras tzumu (Hemsl.) Hemsl., 1907.
- Sassafras variifolium (Salisb.) Kuntze, 1891.
- Sassafras variifolium var. albidum' (Nutt.) Fernald, 1913.